# Wer fürchtet sich vorm schwarzen Mann (1989)
Wer fürchtet sich vorm schwarzen Mann ist ein Dokumentarfilm des DEFA-Studios für Dokumentarfilme von Helke Misselwitz aus dem Jahr 1989.

## Handlung
Es beginnt mit den Glückwünschen zum Jahreswechsel 1988 zu 1989 im Fernsehen der DDR. Und dann sieht man es: die Kohlehandlung mit den Kohlenmännern, die zwar immer seltener werden, aber die noch da sind, die die Briketts nicht vor die Haustüren kippen, sondern sie in Holzkästen geschichtet über winklige Gänge in die Keller bringen oder den alten Frauen in den vierten Etagen auch neben den Küchenherd stellen. Von der Inhaberin Renate Uhle werden im Aufenthaltsraum die Männer alle vorgestellt, die Leute, die zwar keinen besonders guten Ruf haben, die aber alle arbeiten können und auf die sie sich verlassen kann. Hinzu kommt noch ihre Tochter, die bereits seit 18 Jahren als Lehrerin arbeitet und die das Geschäft einmal übernehmen soll. Die Kohlenhandlung ist seit 1922 im Familienbesitz, war bis zum Mauerbau in der Gleimstraße 67 ansässig und musste dann einige Meter wegziehen, da dort inzwischen Grenzgebiet war. Die Chefin ist eine nette, höfliche Frau, die für ihre Kunden immer ein offenes Ohr hat und wenn es nötig ist, ein wenig Trost spendet, auch wenn sie nach eigenen Bekunden leider schneller redet als denkt. Ihr Mann wird ebenfalls gezeigt, der wegen eines Schlaganfalls vor mehreren Jahren nicht mehr in der Firma tätig sein kann.
Die ratternde, tuckernde, beinahe auseinanderfallende Dieselameise versorgt Kunden zwischen Bornholmer Straße und Eberswalder Straße. Die Kohlemänner sind raue, sensible, weiche, dickhäutige, weltoffene, schüchterne Kerle und sie reden, wie ihnen die „Schnauze“ gewachsen ist. Es werden auch einige private Aufnahmen mit ihren Familien gezeigt. Doch der überwiegende Teil des Films handelt von ihrer Arbeit. Sie entladen auf dem Güterbahnhof einen Waggon mit Kohle, versuchen einen uralten Anhänger für ihre Ameise zu reparieren, liefern die Kohlen aus und sitzen nach Feierabend noch bei einem Bier zusammen.

## Produktion und Veröffentlichung
Wer fürchtet sich vorm schwarzen Mann  wurde unter dem Arbeitstitel Kohlemänner von der KAG Kinobox als Schwarzweißfilm gedreht und hatte seine Erstaufführung beim 12. Nationalen Festival des Dokumentar- und Kurzfilms vom 12. bis 15. Oktober 1989 in Neubrandenburg. Eine weitere Aufführung fand bei der am 24. November 1989 beginnenden 32. Internationalen Leipziger Dokumentar- und Kurzfilmwoche für Kino und Fernsehen statt. Bereits am 6. Dezember 1989 wurde der Film im 1. Programm des Fernsehens der DDR gesendet. Am 8. Februar 1990 begannen im Berliner Kino Colosseum die Aufführungen in den übrigen Kinos der DDR. Die Dramaturgie lag in den Händen von Bernd Burkhardt.
Der Film erschien 2022 zusammen mit anderen DEFA-Dokumentarfilmen von Helke Misselwitz in der Edition Winter adé und andere Klassiker von Helke Misselwitz bei Absolut Medien auf DVD.

## Kritiken
Klaus M. Fiedler schrieb in der Neuen Zeit, dass es Helke Misselwitz versteht, sich den Menschen behutsam zu nähern. Man spürt nie eine Distanz und auch nicht nur einen Hauch von Voyeurismus. Ihre Fragen sind nicht stereotyp, sie versucht das Individuelle und das Besondere herauszubekommen, das in jedem Menschen steckt.
Das Lexikon des internationalen Films stellt fest, dass der Film eine bemerkenswerte, sozial genaue Studie, sowie ein leiser, realistischer Gegenentwurf zu vielen anderen, auf den Heroismus der Arbeiterklasse abzielenden DEFA-Dokumentarfilmen ist.

## Auszeichnungen
- 1989: Preis des französischen Kulturfernsehens La Sept beim 12. Festival Cinéma du Réel im Pariser Kulturzentrum Centre Pompidou.